# Muscolo buccinatore
Nell'anatomia umana il  muscolo buccinatore è un muscolo che occupa la parte che va dall'osso mascellare alla mandibola.
È considerato, assieme a quello orbicolare del labbro, un muscolo mimico appartenente alla faccia. Forma la parte anteriore della guancia o la parete laterale della cavità orale.

## Anatomia
Si trova al di sotto della bolla adiposa del Bichat ed è ricoperto in parte dal muscolo massetere.
Nasce dalle superfici esterne dei processi alveolari della mascella e della mandibola, corrispondenti alle tre coppie di denti molari- È in rapporto posteriormente con il rafe pterigo-mandibolare che lo separa dal costrittore faringeo superiore
Origine: rafe pterigo-mandibolare e strutture ossee circostanti.
Inserzione: modiolo.
Le fibre convergono verso l'angolo della bocca, dove le fibre centrali si intersecano tra loro, quelle che dal basso sono continue con il segmento superiore del m.orbicolare della bocca e quelle dall'alto sono contigue con il segmento inferiore.
Le fibre superiori e inferiori sono portate in avanti nel labbro corrispondente senza decussare.

### Innervazione
L'innervazione della funzione motrice è dal ramo buccale del nervo facciale (nervo cranico VII).
L'innervazione sensoriale viene fornita dal ramo buccale (uno dei rami muscolari) della parte mandibolare del trigemino (nervo cranico V).

## Funzione
Durante la masticazione sposta il cibo dallo spazio compreso tra i denti e le guance verso i denti per essere masticato. Contraendosi bilateralmente consente inoltre di soffiare.

## Etimologia
In passato il muscolo del buccinatore è stato scritto anche come muscolo bucinatore. Un bucinatore nel latino classico è un trombettista o, più precisamente, colui che soffia la bucina. Il nome bucina potrebbe riferirsi nell'antichità romana a un corno o alla tromba, un corno da pastore o una tromba di guerra .

## Galleria d'immagini

Posizione del muscolo buccinatore (in rosso)
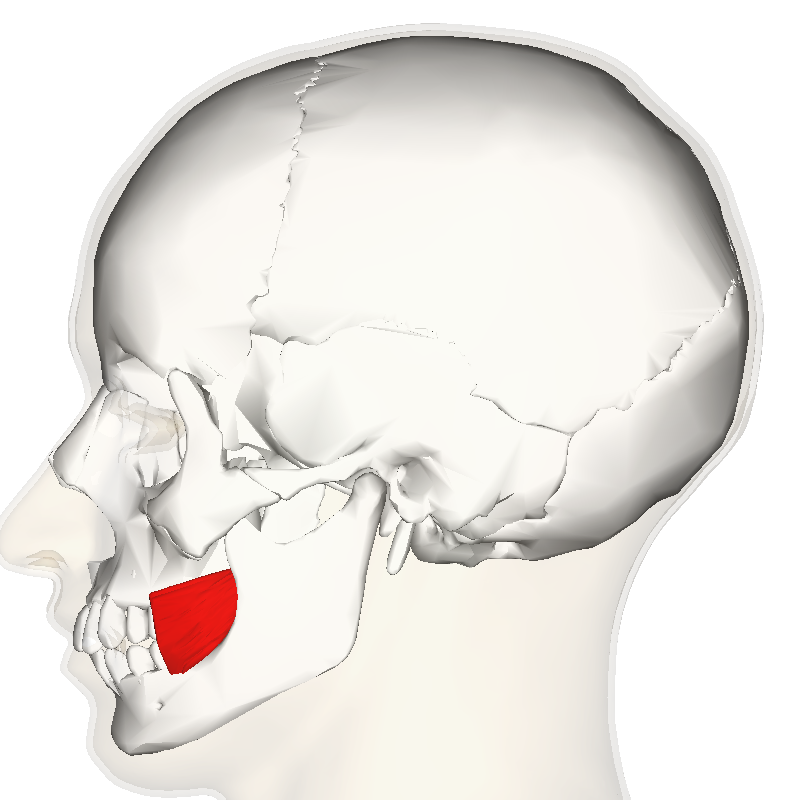
Posizione del muscolo buccinatore (in rosso)
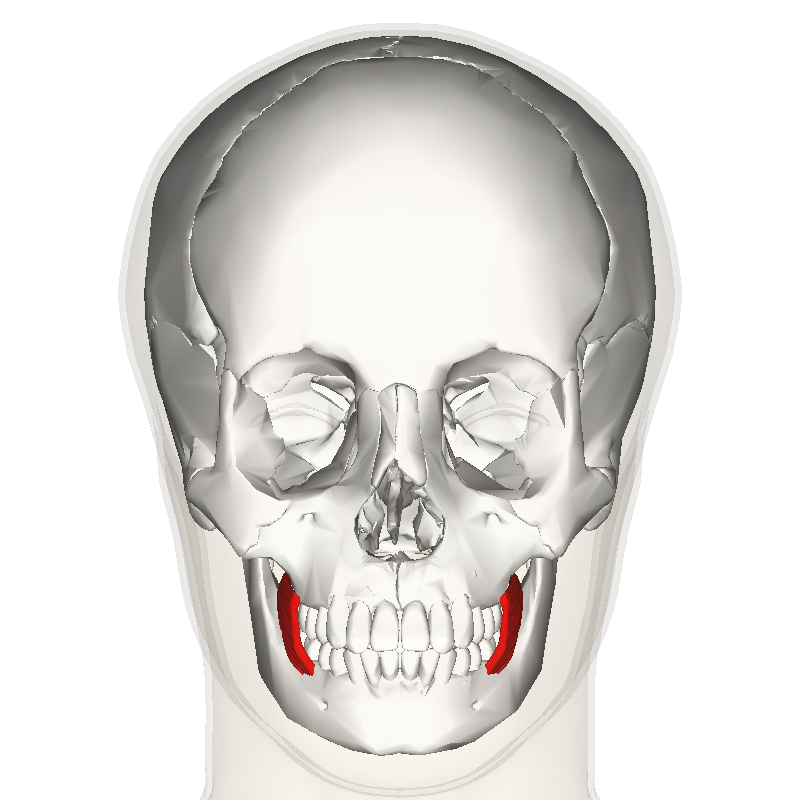
Posizione del muscolo buccinatore (in rosso)